# Jakob Jantscher
Jakob Jantscher (* 8. Jänner 1989 in Graz) ist ein ehemaliger österreichischer Fußballspieler auf der Position eines Mittelfeldspielers.

## Karriere

### Verein

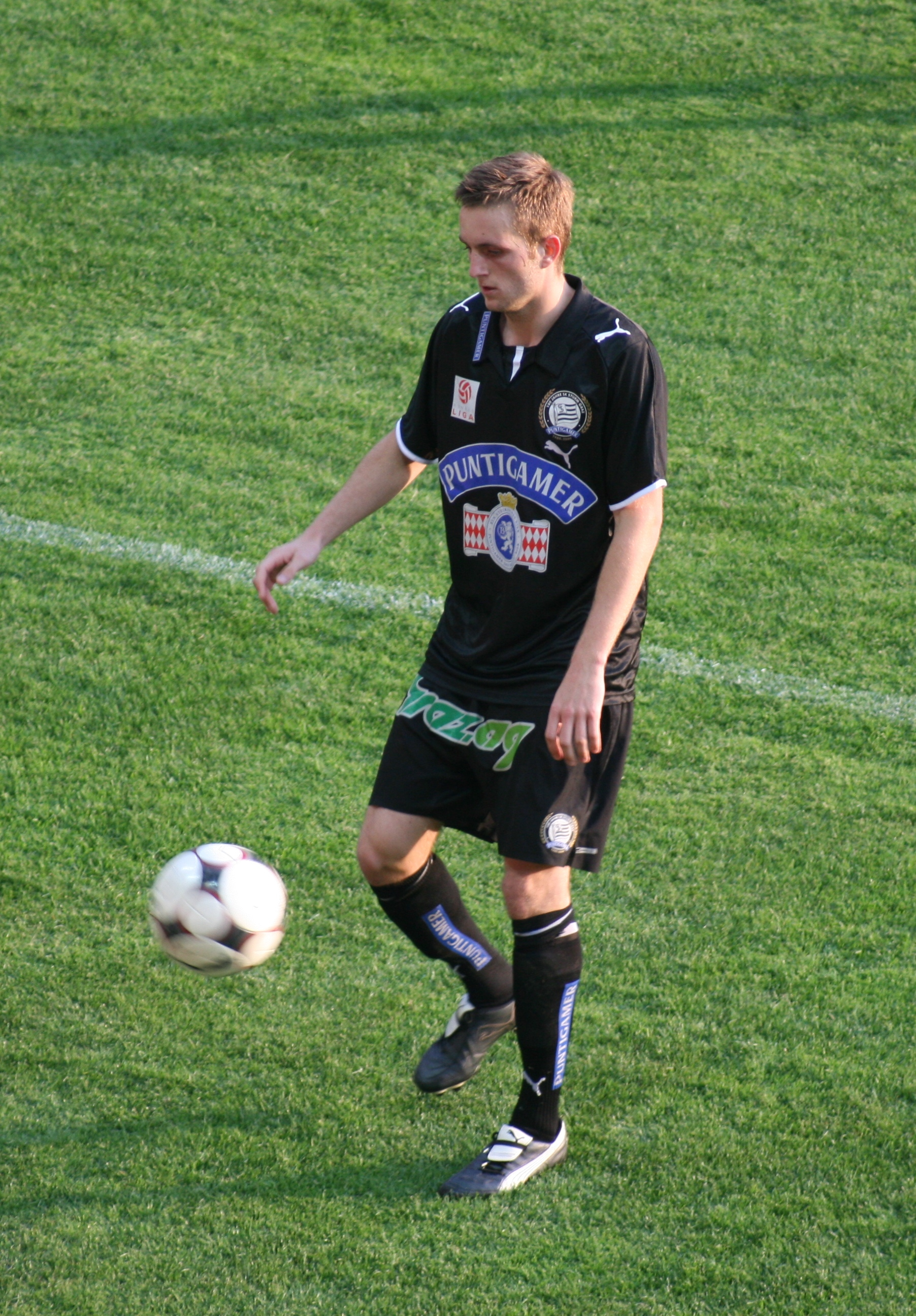
Jakob Jantscher als Spieler des SK Sturm Graz (2009)

In seiner Jugend spielte er für SC Unterpremstätten und LUV Graz, bevor er 2003 in die Jugendabteilung von SK Sturm Graz wechselte.
Am 20. Oktober 2007 debütierte er in der Profimannschaft der Grazer gegen FC Red Bull Salzburg, als er in der 83. Minute für Thomas Krammer eingewechselt wurde. Sein erstes Bundesligator konnte der Mittelfeldspieler am 24. November 2007 gegen SCR Altach erzielen. In seiner Zeit bei Sturm Graz erzielte er bei den Amateuren in 41 Spielen 7 Tore, für die erste Mannschaft in 74 Spielen 14 Tore.
Im Juni 2010 unterschrieb Jantscher bei FC Red Bull Salzburg einen Vierjahresvertrag. Er konnte sich bereits von den ersten Spielen an einen Stammplatz in der Elf von FC Red Bull Salzburg erkämpfen, in seinen ersten Spielen erzielte er bereits drei Tore für seinen neuen Verein. Er wurde bei der Bruno-Gala der Vereinigung der Fußballer zum besten Spieler der Bundesligasaison 2011/12 gewählt.
Am 6. September 2012 gab Red Bull Salzburg bekannt, dass Jantscher leihweise für ein Jahr zum FK Dynamo Moskau wechseln würde. Die Moskauer erhielten zudem eine Kaufoption. Obwohl Jantscher in Russland gute Leistungen zeigte und Stammspieler war, zogen die Russen trotzdem nicht die Kaufoption und er kehrte zurück nach Salzburg. Als Gründe wurden eine zu hohe Ablöse und die Tatsache, dass Jantscher zu wenig Tore erzielt hatte, genannt. Nach seiner Rückkehr zu Salzburg konnte sich Jantscher nicht mehr bei Salzburg durchsetzen und entschloss sich für einen Wechsel. Zum Ende der Transferperiode wechselte er in die Niederlande zum NEC Nijmegen. Dort unterschrieb er einen Zweijahresvertrag bis zum 30. Juni 2015. Mit Nijmegen spielte er die komplette Saison gegen den Abstieg, was eine vollkommen neue Situation für ihn darstellte. Schlussendlich rettete man sich auf einen Relegationsplatz, scheiterte aber in den Playoff-Spielen gegen Sparta Rotterdam mit einem Gesamtergebnis von 1:4. Jantscher nutzte die in seinem Vertrag verankerte Ausstiegsklausel im Falle eines Abstiegs und löste seinen Vertrag auf um eine neue Herausforderung zu suchen. Er entschied sich trotz Interesse aus Deutschland und den Niederlanden für einen Wechsel in die Schweiz und heuerte beim FC Luzern an. Dort unterschrieb er einen Vertrag bis Sommer 2017 und trug das Trikot mit der Rückennummer 10. In seiner ersten Saison 2014/15 mit dem FC Luzern war Jantscher mit 11 Torvorlagen bester Assistgeber der Super League. Beim FC Luzern erzielte er in zwei Jahren in 71 Spielen 12 Tore und 18 Assists. Jantscher wechselte am 31. August 2016 in die Türkei zu Çaykur Rizespor, wo er einen Vertrag bis Ende Juni 2020 unterschrieb. Im Dezember 2017 verließ er Rizespor.
Im Jänner 2018 kehrte er zu Sturm Graz zurück, wo er einen bis Juni 2021 laufenden Vertrag erhielt. Im März 2021 wurde der Vertrag bis zum Sommer 2023 verlängert. Für Sturm absolvierte er in seinem zweiten Engagement 119 Ligaspiele und erzielte dabei 30 Tore. Zudem wurde er mit den Grazern sowohl 2018 als auch 2023 erneut ÖFB-Cup-Sieger. Im August 2023 verließ er Sturm Graz, seine Rückennummer 13 wird seither nicht mehr vergeben. Anschließend wechselte Jantscher im selben Monat nach Hongkong zum Kitchee SC.
Nach einer Spielzeit in Asien kehrte er zur Saison 2024/25 nach Österreich zurück und wechselte zum Zweitligisten ASK Voitsberg. Für Voitsberg kam er zu 18 Einsätzen in der 2. Liga, aus der der Verein zu Saisonende aber abstieg. Nach der Saison 2024/25 beendete er seine Karriere als Aktiver.

### Nationalmannschaft
International spielte Jantscher fünf Mal für die österreichische U-19-Auswahl, ebenso fünf Mal für U-20-Auswahl, sowie zwei Mal für die U-21-Nationalmannschaft von Österreich. Für das Qualifikationsspiel zur WM-2010 gegen Serbien am 6. Juni 2009 wurde er unter ÖFB-Teamchef Didi Constantini erstmals für die A-Nationalmannschaft nominiert. Durch seinen Einsatz in der Startelf absolvierte er bei diesem Spiel sein Team-Debüt. Bei seinem sechsten Einsatz erzielte Jantscher am 18. November 2009 beim Freundschaftsspiel gegen Spanien sein erstes Tor im A-Team-Dress.
Sein letztes Spiel bisher spielte Jantscher 2013 im Freundschaftsspiel gegen Griechenland, für das Qualifikationsspiel für die EM 2016 gegen Russland im Juni 2015 wurde er von Teamchef Marcel Koller in den Kader einberufen.
Bei der Fußball-Europameisterschaft 2016 in Frankreich wurde er in das Aufgebot Österreichs aufgenommen. Er kam nur einmal zum Einsatz, als er im entscheidenden letzten Gruppenspiel gegen Island beim Stand von 1:1 in der Schlussviertelstunde eingewechselt wurde. Die Partie gewann jedoch der Gegner und Österreich schied aus.

## Erfolge

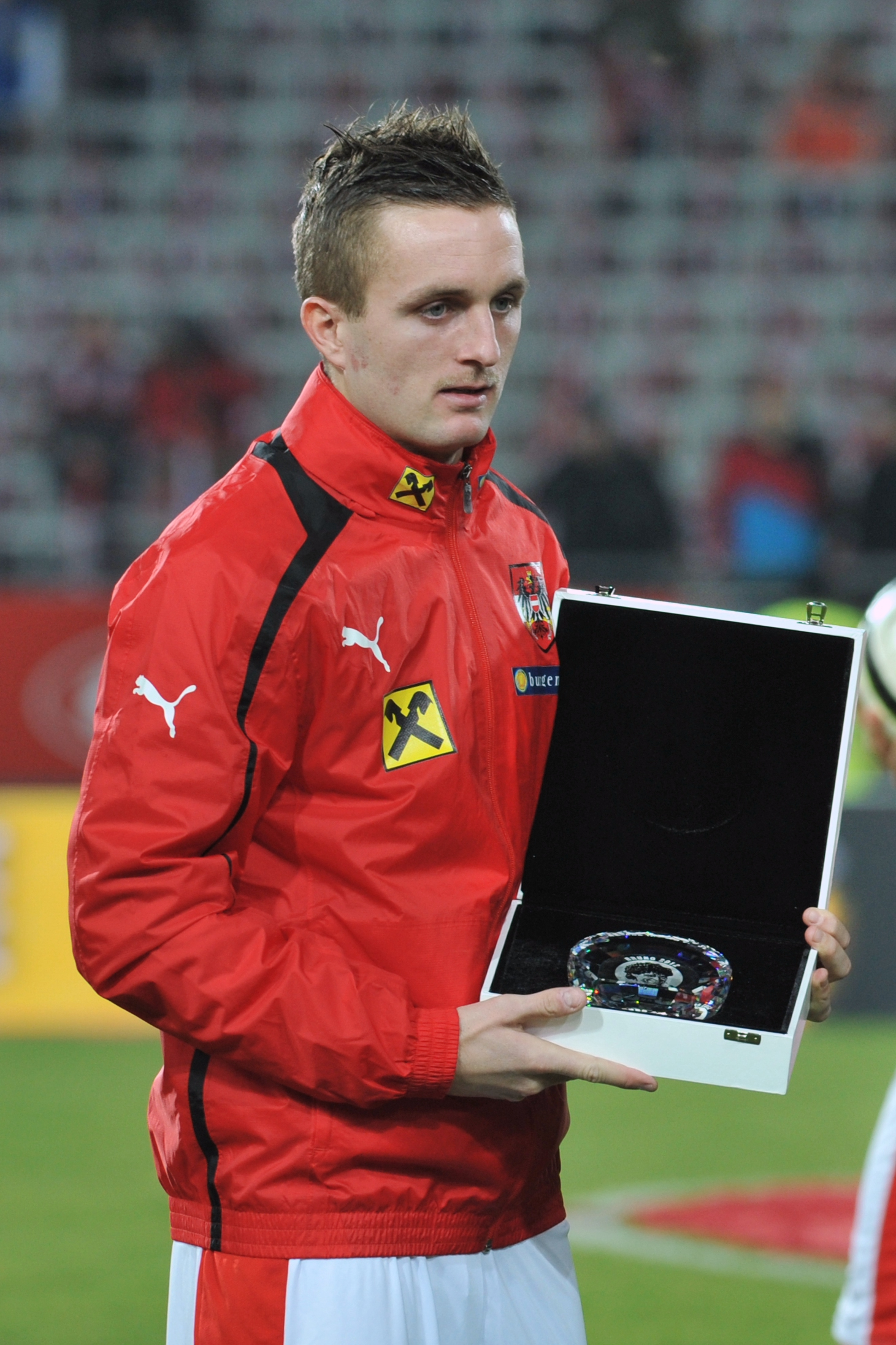
Jakob Jantscher bei der Ehrung als Spieler der Saison 2011/12

- 2 × Österreichischer Meister: 2012 (mit Red Bull Salzburg), 2024 (mit Sturm Graz)
- 5 × Österreichischer Cup-Sieger: 2010, 2018, 2023, 2024 (mit Sturm Graz), 2012 (mit Red Bull Salzburg)
- 1 × Österreichischer Torschützenkönig: 2012 (14 Tore)
- 2 × VdF-Spieler der Saison: 2012 (bei Red Bull Salzburg) und 2022 (bei SK Sturm Graz)[15][16]
- 1 × Bester Spieler der Bundesliga: 2022 (beim SK Sturm Graz)